# Virtus Basket La Spezia
La Virtus Basket La Spezia è una società di pallacanestro femminile della Spezia. Gioca al PalaMariotti.

## Storia
Arriva nel basket nazionale femminile nel 2004, mettendo per tre anni le basi per la promozione in A2, arrivata tramite ripescaggio dopo due finali play-off perse.
Esordisce in Serie A2 nel 2009-10 ed è presente anche nel 2010-'11, sponsorizzata Risorseimmobiliari.it.
Il 4 maggio 2013 ottiene la promozione in Serie A1 al termine della finale play-off vinta sul Minibasket Battipaglia.